# Kurvenschar

Parabelschar
Bündel in und Büschel in

Funktionenschar einer Parabel

Eine Kurvenschar, auch Funktionenschar, Funktionsschar oder Parameterfunktion, ist eine Menge verschiedener Kurven, deren Abbildungsvorschriften sich in mindestens einem Parameter unterscheiden.
Sonderfälle sind das Büschel, eine einparametrige Schar, und das Bündel, eine Schar mit einem allen Funktionen gemeinsamen Punkt.

## Definition
Die Schar ist eine Menge von Punkten auf einer Kurve, Kurven auf einer Fläche oder Flächen im Raum, die jeweils durch eine Gleichung oder ein System von Gleichungen mit veränderlichen Parametern beschrieben werden.
Gemäß einer anderen Definition ergibt sich eine Kurvenschar aus dem Graphen einer Funktion, in der ein freier Parameter der betreffenden Funktion in Parameterdarstellung variiert wird.
Zur Veranschaulichung von Funktionsscharen eignen sich besonders dynamische-Geometrie-Systeme.

### Sonderfälle
- Handelt es sich bei allen Schaubildern der Funktionsschar um Geraden, so spricht man von einer Geradenschar.
  - Verlaufen dabei die einzelnen Geraden auch noch parallel, so bezeichnet man sie als Parallelenschar.
  - Wenn sich alle beteiligten Geraden in einem Punkt schneiden, handelt es sich um ein Geradenbündel.
  - Wenn sich alle beteiligten Geraden sowohl in einem Punkt schneiden als auch in einer Ebene liegen, handelt es sich um ein Geradenbüschel.

- Handelt es sich bei allen Kurven der Schar um Parabeln, so spricht man von einer Parabelschar.

## Eigenschaften

Ortskurve (rot) der Wendepunkte einer Funktion (schwarz)

Für bestimmte Punkte einer Kurvenschar lässt sich oft eine Ortskurve bestimmen, d. h. eine neue Kurve, die die Lage dieser Punkte in Abhängigkeit der Parameter der Schar angibt (über alle Kurven der Schar).

## Beispiele
- alle Kurven der zur Funktion {\displaystyle \!\ f_{p}(x)=p} gehörigen Kurvenschar verlaufen parallel zur {\displaystyle x}-Achse (Geraden). Der Parameter dieser Kurvenschar ist {\displaystyle p}.
- alle Kurven der zur Funktion {\displaystyle f_{a}(x)=ax^{2},\,a\neq 0} gehörigen Schar sind Parabeln durch den Koordinatenursprung (siehe Abbildung). Der Parameter ist {\displaystyle a}.
- alle Kurven der zur Relation {\displaystyle \!\ r^{2}=x^{2}+y^{2}\ \Leftrightarrow {}\ r={\sqrt {x^{2}+y^{2}}}} gehörigen Schar sind konzentrische Kreise. Der Parameter ist hier {\displaystyle r}.